# Пинакида
Пинакѝда или панакида, е изгладена дъска залята с восък, която се използва за писане.
Дъската няма точно определени размери или форма, но най-често е правоъгълна. Някои са с джобен размер (около 7 – 9 cm), други са големи (над 1 m). Материалите, от които се прави дъската са различни – дърво, злато, сребро, камък, слонова кост, пергамент и др. Върху нея се пише със заострен дървен или метален предмет. Пинакидата се използва в килийните училища по българските земи за четене, писане, смятане. Употребява се и за отбелязване на църковни празници и други нужди.